# چبیئن، ماوی
چبیئن، ماوی (به لاتین: Trzebień Mały) یک سکونتگاه مسکونی در لهستان است که در Gmina Bolesławiec واقع شده‌است.